# Sarfannguit
Sarfannguit (grønlandsk for "de små strømsteder") er en bygd i Vestgrønland, beliggende på den nordlige side øen Sarfannguup Nunataa, ca. 43 km øst for Sisimiut i bunden af  fjorden Amerloq i Qeqqata Kommune. Bygden havde den 1. januar 2025 91 indbyggere. 
Navnet henviser til strømmene, der løber sammen for enden af øen mellem fjordene Amerloq og Ikertooq.
Bygdens beliggenheden på en stejl bjergside, gør det urealistisk at bruge andet end ATVer, eller snescootere. Der går en sti med trapper op gennem bygden. Der er også et kørespor så man med en ATW, kan køre fra havnen til den øverste del af bygden, der ligger ca.40 meter over havet.
Der er færgeforbindelse en gang om ugen fra Sisimiut. Sarfannguit anløbes hver 14. dag af transportskib fra Royal Arctic Line, RAL, og få gange om året af et mindre krydstogtskib. I vinterhalvåret er der mulighed for transport med hundeslæde eller snescooter til Sisimiut eller Kangerlussuaq. 
Det store jagtområde Aasivissuit – Nipisat, der ligger mellem byerne Kangerlussuaq og Sisimiut blev i juli 2018 optaget på UNESCO's Verdensarvsliste. Området benyttes af jægere og fiskere fra Sarfannguit og af jægere fra Kangerlussuaq og Sisimiut.
Alle institutioner og aktiviteter ligger på bygdens øverste niveau: 
I dagplejecenteret der plads til 12 børn fra 0–5 år. Folkeskolen har ca. 23 elever. Der er 2 ældreboliger i bygden.  Der er legeplads, boldbane til udendørs fritidsaktiviteter. Til indendørs aktiviteter findes et servicehus, et forsamlingshus og en kirke.
Et dieselgeneratoranlæg forsyner Sarfannguit med el. Artek ingeniøruddannelsen fra Sisimiut  udfører forsøg  med at skabe en bæredygtig elproduktion med vindmøllestrøm.
Der er ikke kloakeret i bygden, og alle 39 huse er tilsluttet natrenovationsordningen med posetoiletter, der tømmes på lossepladsen.

## Erhverv - handel  og kommunikation
Bygdens placering mellem fjordene Amerloq og Ikertooq  giver let adgang til et rigt fiskeområde, og særligt i bunden af fjorden Ikertooq også til fangst af rensdyr og moskusokser fra landskabet omkring bygden. Bygdens indbyggere lever hovedsageligt af fiskeri, der forarbejdes på den lokale fiskerifabrik. Her produceres torsk, havkat, stenbiderrogn og rødfisk, som derefter eksporteres af firmaet Arctic Green Food. Lokalbefolkningen er for det meste selvforsynende med fisk og sæl fra havet. Beliggenheden i nærheden af Sisimiut, giver fangerne mulighed for at sælge deres bytte på brættet i Sisimiut. 
KNI – Pilersuisoq driver en butik i bygden, hvor man kan proviantere og købe dagligvarer. Her kan også de vandrere, der går langs The Arctic Circle Trail fra Kangerlussuaq til Sisimiut købe varer til resten af turen. I bygden er der opstillet telekommunikationsmaster til mobiltelefoni, og indbyggerne har desuden adgang til internet gennem Tele Greenland. Desuden har center for arktisk teknologi under DTU opsat en mindre vindmølle på stedet.
2024 fik bygden en multihal. 

## Historie
Bygden blev i 1843 oprettet som anlæg for torskefiskeri, og i 1850 blev den et såkaldt udsted med våningshus, mandskabshus og spækhus. 
Ordet udsted antyder bygdernes tidligere afsondring fra omverdenen. Bygden undgik at blive nedlagt i forbindelse med koncentrationspolitikken, og i dag er det fortsat et levende samfund med en stabil befolkningsmængde, hvor indbyggertallet pr. 1. januar 2008 var 121. Indtil jan 2009 tilhørte bygden Sisimiut Kommune.

## Turisme
Sarfannguit ligger i nærheden af ørredelve og ikke langt fra vandreruten mellem Kangerlussuaq og Sisimiut. Der er planer om at udvikle turismen i bygden, ved at etablere en turistafdeling med en ansat, der kan guide turisterne. Desuden skal der etableres  overnatningsmuligheder, så turisterne kan blive i bygden og opleve fisker- og fangererhvervet ved at tage på ture med de lokale fiskere. Sarfannguits indbyggere lever af Aasivissuit-Nipisat områderne, og har derfor nu fået et stort potentiale, da Sarfannguit vil blive en kulturel oplevelse som vil kunne være banebrydende for turistens oplevelse, da der i Sarfannguit vil være muligt at vise over 4000 års fangstmetoder og områder, som stadig bruges den dag i dag.
Fra Sisimiut arrangeres der om sommeren bådture til bygden.